# Dialekt wschodniopomorski
Dialekt wschodniopomorski – dialekt języka dolnoniemieckiego, który był używany w Prowincji Pomorze do czasu II wojny światowej. Obecnie funkcjonuje głównie w Brazylii, gdzie został sprowadzony wraz z niemieckimi imigrantami w XIX wieku. Tam też językoznawca Ismael Tressmann sporządził alfabet dialektu. Jest on używany również w stanach Wisconsin i Iowa.

## Gminy, w których posiada oficjalny status
- Afonso Cláudio[1]
- Canguçu[2]
- Domingos Martins[3][4]
- Espigão d'Oeste[5]
- Itarana[6]
- Itueta[7]
- Laranja da Terra[3][4]
- Pancas[4]
- Pomerode[8]
- Santa Maria de Jetibá[4]
- Vila Pavão[4]

## Przykładowe zwroty[9]
| Dialekt wschodniopomorski | Język niemiecki   | Język polski      |
| ------------------------- | ----------------- | ----------------- |
| Ops!                      | Hallo!            | Cześć!            |
| Woo hitst duu?            | Wie heißt du?     | Jak masz na imię? |
| Mij nåme is ...           | Mein Name ist ... | Mam na imię ...   |
| Gun åwend.                | Guten Abend.      | Dobry wieczór.    |
| Gun nacht.                | Gute Nacht.       | Dobranoc.         |
| Bet nåher.                | Auf Wiedersehen.  | Do widzenia.      |
| Jå                        | Ja                | Tak               |
| Në                        | Nein              | Nie               |
| Danke schöön.             | Danke schön.      | Dziękuję.         |